# Symphonie no 1D de Michael Haydn
Pour les articles homonymes, voir Symphonie no 1.
La Symphonie no 1D en sol majeur P deest, MH 26 est une symphonie de Michael Haydn, composée vers 1759. 
Cette symphonie appartient à un groupe de quatre symphonies que l'on a découvertes et que l'on pense avoir été écrites après 1758, peut-être après l'œuvre identifiée comme Symphonie no 1 par Sherman en 1982, mais certainement avant la Symphonie en ut majeur de 1761, - qui est identifiée sous le no 2 dans les deux catalogues de Perger et de Sherman de 1982. Ces quatre symphonies portent donc le numéro 1 suivi de la lettre A, B, C ou D.

## Instrumentation
- deux hautbois, deux bassons, deux cors, cordes.

## Analyse
Elle comporte quatre mouvements :
1. Allegro molto
2. Andante
3. Menuetto
4. Presto

Durée de l'interprétation : environ 18 minutes.